# Castel Bolognese
Castel Bolognese (romanyol nyelven Castël Bulgnés) település Olaszországban, Emilia-Romagna régióban, Ravenna megyében. Lakosainak száma 9527 fő (2023. január 1.). Castel Bolognese Faenza, Imola, Riolo Terme és Solarolo községekkel határos.

## Népesség
A település lakossága az elmúlt években az alábbi módon változott:
| Lakosok száma | 9594 | 9628 | 9588 | 9527 |
|               | 2017 | 2018 | 2022 | 2023 |